# Michael Kiske
Michael Kiske (Hamburgo; 24 de enero de 1968) es un cantante alemán conocido por ser el vocalista principal de la banda alemana de power metal Helloween desde 1986 hasta 1993, a la que regresó en 2017. Kiske es poseedor de una voz cuya extensión abarca cerca de cuatro octavas. Es reconocido mundialmente como «la voz del metal melódico»[cita requerida] y una de las figuras más importantes del género. Es considerado como una de las mejores voces de todo el heavy metal en general.
Además, es el vocalista de la banda Unisonic, grupo del género hard rock, y de la agrupación Kiske-Somerville, junto a la vocalista Amanda Somerville. Realizó colaboraciones con diversos músicos amigos como Kai Hansen, Tobias Sammet, Timo Tolkki y Roland Grapow. Participó de la gira mundial Pumpkins United Reunion World Tour de Helloween que lo trajo de vuelta a los escenarios junto a Hansen, para quedarse con esta en la grabación del décimo séptimo álbum de estudio, según ha confirmado la propia banda en sus redes sociales.

## Biografía
Kiske comenzó a cantar a la edad de 12 años. Sus influencias musicales fueron Elvis Presley, Bono, Bruce Dickinson y John Farnham. Su carrera musical comienza a la edad de 17 años, en un grupo llamado Ill Prophecy, donde interpretó por primera vez la canción "A Little Time" (posteriormente usada en el álbum de Helloween Keeper Of The Seven Keys Part 1). También destacan de esa época canciones como "The way of life", "Heroes", "Riding the wind" y "You always walk alone", (en las que se aprecia un estilo muy similar al del vocalista Geoff Tate). La banda estaba compuesta por Karsten Nagel en la batería, Uli Schulz en la guitarra, Raico Ebel en guitarras y Patrick Hampe en el bajo, aunque había cambios constantes.

## Helloween

### 1986
Kai Hansen, cantante y guitarrista de Helloween, propuso al grupo buscar un nuevo vocalista, debido a la dificultad que le presentaba tocar la guitarra y cantar al mismo tiempo. Markus Grosskopf, el bajista de la agrupación, ya había escuchado cantar a Michael y presentándose a un ensayo de Ill Phrophecy invita a este a unirse a Helloween. En principio Kiske no acepta la oferta debido a que era un estilo demasiado rápido y le resultaba difícil adaptar la voz, por lo que Kai Hansen invita al vocalista Ralf Scheepers quien tampoco acepta, pero finalmente logra convencer a Kiske tras la insistencia de Michael Weikath.

### Los Keepers 1987-1988
Michael Kiske como nuevo vocalista, con tan solo 19 años de edad, muestra su increíble potencial vocal en el nuevo álbum del grupo: Keeper Of The Seven Keys Part 1. La banda quería que fuese un disco doble pero la discográfica Noise Records no lo aceptó. El disco fue un éxito rotundo rápidamente. En este álbum Michael aporta la anteriormente mencionada "A Little Time", aunque en una versión distinta, más corta y con algunos arreglos extras en el riff principal.
En 1988, después de una exitosa gira sale la segunda parte de la saga, Keeper Of The Seven Keys Part 2, álbum que se encargaría de sentar las bases del género Power Metal, gracias a este disco consiguen un gran reconocimiento dentro y fuera de su natal Alemania, siendo invitados a tocar al Reino Unido al festival Monsters of Rock compartiendo escenario con grupos como Iron Maiden, Megadeth, Skid Row y Kiss, entre otros. Canciones como "Eagle Fly Free" y "Keeper Of The Seven Keys" demuestran la potencia y calidad vocal de Michael.
Las canciones compuestas por Kiske en este disco son "You Always Walk Alone", que ya había aparecido en el demo de Ill Prophecy, reescrita en una versión más corta y con distintas letras en una sección de la canción, y "We Got the Right". En cuanto a los sencillos, Michael aportó canciones como "Don't Run for Cover" y "Savage".

### I Want Out Live 1988
Durante la gira "Pumpking Fly Free Tour" del 1988 se graba en Escocia un álbum en directo, editado con tres nombres diferentes, en Europa se llamó "Live in Uk", en Japón "Keepers live", y en EE. UU. se llamó "I want out live". Tienen la misma lista de canciones excepto que en la edición estadounidense no se incluyó canción "Rise and Fall".
En 1988 el guitarrista Kai Hansen decide abandonar el grupo, agotado por las largas giras. Ante esto Michael busca un reemplazo y éste fue Roland Grapow. Tras la salida de Kai Hansen comienzan a intensificarse los problemas entre los miembros de la banda, debido a que Hansen generalmente solucionaba los problemas con su cuota de humor. A pesar del éxito rotundo en el que se encontraba la banda, Kiske y Weikath comenzaron a tener serias diferencias musicales, esto sumado a los problemas del baterista Ingo Schwichtenberg con el sello Noise. Por esta razón, Helloween firma para "Music For The Nations", quien se encargaría del mercado estadounidense donde el éxito de Helloween era arrollador. Sin embargo, Noise demanda a la banda por ruptura de contrato, situación que mantiene a Helloween alejados de los escenarios, hasta que solamente se libera una colección de singles en 1989 titulada "Pumpkin Tracks".

### Pink Bubbles Go Ape
Helloween grabó un nuevo álbum, lanzado en 1991, llamado Pink Bubbles Go Ape. Este nuevo disco lo realizan con la discográfica EMI. Este es el álbum en el que más participó Kiske, componiendo 8 canciones de las 11 que contiene el disco, las cuales son "Pink bubbles go ape", "Kids of the century", "Back on the streets" (con Grapow), "Heavy metal hamsters" (con Weikath), "Goin´home" y "Mankind" (con Grapow), "I´m doing fine crazy man" (con Markus) y finalmente la balada "Your turn".
Para este momento los problemas de Michael Kiske con algunos miembros de la banda (principalmente con Michael Weikath) se intensifican. Respecto a los conflictos entre los miembros de Helloween:

“De hecho, fue la salida de Kai Hansen. Creo personalmente que fue el problema, ya que Kai Hansen es un buen tipo con el que quieres estar. Kai tiene una mentalidad, siempre es tonto, siempre hace bromas, él es un tipo muy, muy agradable. Él sólo crea un ambiente muy bueno. Y en los primeros años, cuando ambos estábamos en la banda, el creó una especie de buena sensación y todo estaba en su lugar. También fue muy importante para la banda como guitarrista y compositor.”
 Michael Kiske

### Chameleon y la salida de Helloween
A pesar de los conflictos internos, en el 1993 se dedican a grabar Chameleon, el último disco de Helloween con Kiske. Se aprecia en este y Pink Bubbles Go Ape un notable giro musical que provocó una reacción de rechazo por parte de gran mayoría de sus fans. Es un disco complejo, no tiene el característico sonido de la banda en sus discos anteriores, pero también tiene canciones destacables. Las canciones hechas por Michael son: "When the sinner", "In the night", "I believe", y "Longing". Michael fue despedido de la banda presuntamente por motivos personales y diferencias musicales. Fue reemplazado por Andi Deris, que se ha mantenido con Helloween desde entonces. Ingo Schwichtenberg (baterista) también dejó la banda durante la gira del álbum Chameleon. El despido fue al parecer debido a la dependencia al alcohol y las drogas, además de que padecía problemas de esquizofrenia. Ingo recurrió al suicidio en 1995.
Durante los años en Helloween ganó la reputación de uno de los mejores cantantes en la escena del metal. Se rumoreó que podría ser el reemplazo de Bruce Dickinson en Iron Maiden. Kiske, sin embargo, después de dejar Helloween, comenzó a trabajar en su carrera en solitario.

### Pumpkins United y actualidad
En noviembre de 2016 se anunció una nueva gira mundial con la participación de Kiske y Hansen junto a la formación actual, Pumpkins United World Tour 2017/2018. Tras la publicación de un nuevo single con Helloween (Pumpkins United) y la conclusión de la gira, que incluyó la publicación de un nuevo álbum en directo (United Alive in Madrid), Kiske participó en la grabación del disco de estudio de la banda, cuya publicación salió en 2021. En 2025 está prevista la salida de un nuevo álbum.

## Carrera en solitario
- Instant clarity

La carrera de Michael en solitario empieza en el 1996, con la salida de su primer álbum "Instant clarity". En él podemos encontrar dos ilustres colaboradores como son; Adrian Smith (Iron Maiden) y Kai Hansen, los otros miembros de la banda son: Circio Taraxes en la guitarra y piano, Jens Mencl en el bajo, y Kai Rudy Wolke encargado de la batería. Cabe destacar la gran producción que corre a cargo de Charlie Bauerfeind (actual productor de Blind Guardian entre otros).
En este disco destacan las canciones "The Calling", "New Horizons", que tienen el típico sonido Helloween. "Somebody somewhere","Hunted" son puro Rock y hay que resaltar también las dos maravillosas baladas "Do i remember a life?" y "Always" que fue dedicada a su antiguo compañero en Helloween el batería Ingo Schwichtenberg.
En este mismo año Michael publica un libro llamado "Kunst und Materialismus", solamente editado en idioma alemán. En el que expone su punto de vista sobre el arte.
- Readiness to Sacrifice

El siguiente disco en la carrera de Michael en solitario se llama "Readiness to sacrifice", se editó en 1998. Las canciones que destacan son la balada "Where wishes fly", "Ban'em", que se va haciendo intensa según llega el final, "Watch you blue", "Philistine city", "It" y "Shadowfights". Este disco tuvo poquísima aceptación más que nada porque en principio solamente fue editado para Japón.
- Kiske

En 2006, Michael firmó un contrato por tres discos con la discográfica italiana Frontiers Records. Grabó su tercer disco en solitario llamado "Kiske" y reeditó su primer disco en solitario "Instant Clarity" con tres bonus tracks.
- Past In Different Ways

En 2008, Michael publicó "Past In Different Ways", donde se revisan los grandes éxitos de Helloween de su época en acústico.

 "Tuve serias dudas al principio, pero estoy muy contento de haberlo hecho y de hacer mias esas canciones de nuevo. Era muy importante. Echo de menos los tres primeros años con Kai Hansen; él es la razon de que funcionaramos como un grupo. Los últimos cuatro años fueron una pesadilla para mí a causa de los asedios del señor Weikath. Tras la marcha de Kai, nada volvió a funcionar. La química quedó destruida. Estoy seguro de que Helloween funciona mucho mejor ahora. Es solo que no cuajo entre la gente de Michael Weikath".

## Colaboraciones
En el año 2000 el líder del grupo Edguy, Tobias Sammet, decide llevar a cabo uno de sus sueños que consistía en hacer una ópera heavy, y para ello necesitaba la colaboración de 10 cantantes para interpretar a los 10 personajes que forman parte de la historia. Uno de los elegidos fue Michael, para interpretar a un druida llamado Lugaid Vandroiy en lo que fue The Metal Opera Part I de Avantasia.

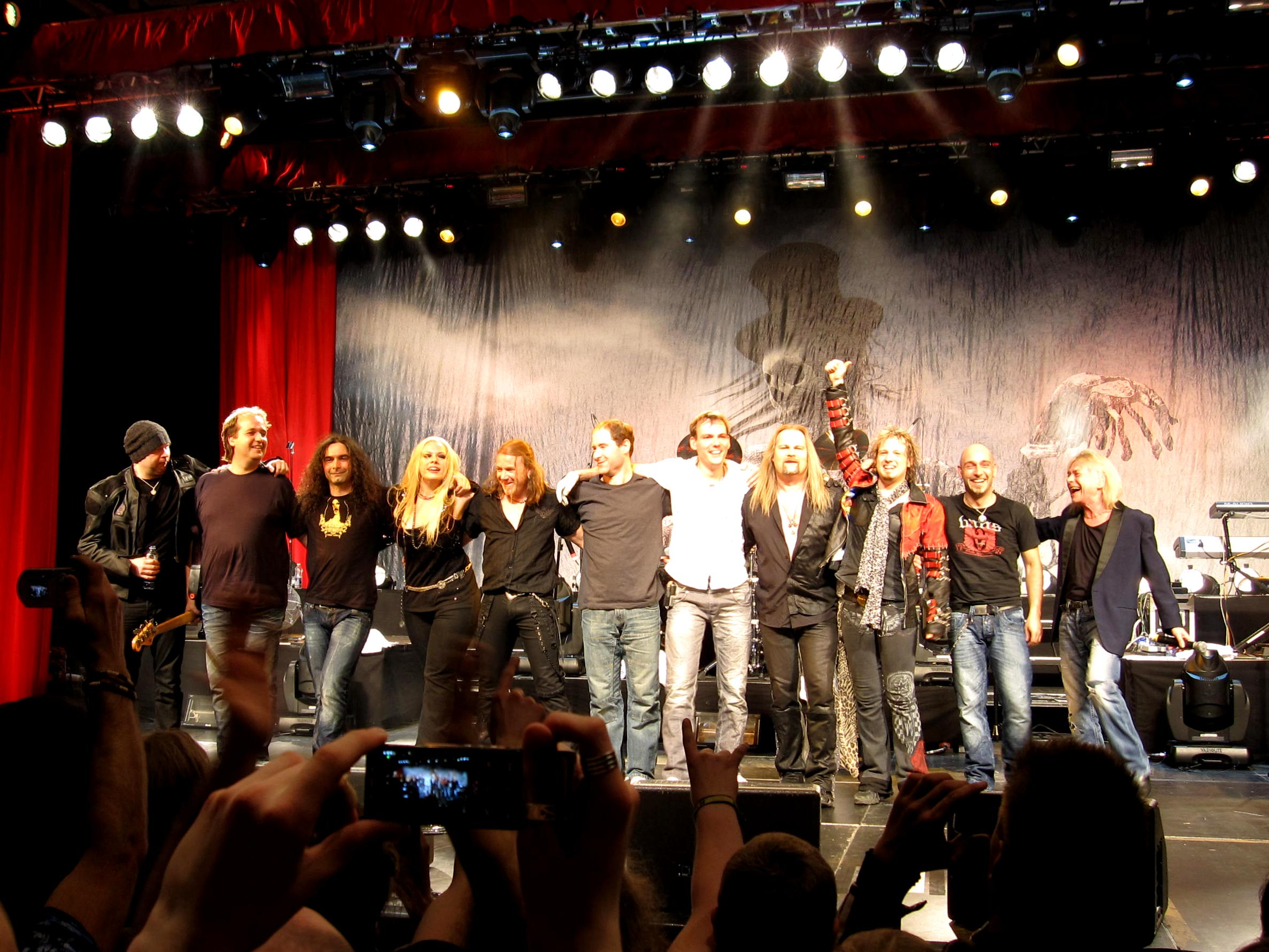
Junto a Avantasia en el 2010\Estocolmo.

El año 2002 es muy movido para Michael Kiske, en este año sale The Metal Opera Part II de Avantasia, donde interpreta dos canciones: "The Seven Angels" y "No Return". También participa en el segundo disco en solitario de Timo Tolkki "Hymn To Life" cantando la genial balada "Key to the universe", y en la nueva banda compuesta por los recientemente expulsados de Helloween Roland Grapow y Uli Kush, llamada Masterplan, cantando una canción a dúo con Jorn Lande, llamada "Heroes".
En el año 2003 Michael Kiske convencido por Sascha Paeth participa en otra Ópera Metal: Aina, aparece en 4 canciones: "Silver Maiden" y "Serendipity" las canta enteras y un trozo de "Revelations" y "Restoration". A pesar de que el proyecto sea una Ópera Metal los dos cortes que canta Kiske enteros, son clásicos como "Longing".
En este mismo año sale a la luz "Another Sun" el primer disco de una banda brasileña llamada: Thalion y Michael canta en un dueto con la cantante Alexandra en la balada "The Encouter".
En el año 2005 se editan otros tres proyectos donde participa Kiske. El primero es el primer disco en solitario de Renato Tribuzy (ex-Thoten) que se llama "Execution". El disco ya había sido firmado y pagado en el año 2000 pero se retrasó para que participara Bruce Dickinson, que estaba ocupado acabando la gira con Iron Maiden. Otros participantes son Ralf Scheepers (Primal Fear, ex- Gamma Ray), Kiko Loureiro (Angra), Roy Z (Bruce Dickinson), Roland Grapow (Masterplan, ex- Helloween), etc. Michael Kiske canta la canción "Absolution".
En 2007, Michael aparece en más proyectos. Canta una canción en el nuevo sencillo "Lost In Space Part 2" de Tobias Sammet's Avantasia y en enero de 2008 aparecerá otra vez en el disco completo The Scarecrow. También está en el primer disco de la banda Indigo Dying donde canta un dueto con la cantante Gisa Vatchy.
En el 2009 Michael participó como invitado en el nuevo disco Tin Soldiers de la banda italiana Trick or Treat, donde hace dúo con el vocalista Alessandro Conti en la balada "Tears Against Your Smile", y canta una canción completa llamada "Hello Moon".
Pese a haberse encontrado en la gira de reunión de Helloween, colabora en el nuevo disco de Tobias Sammet's Avantasia en la canción "Requiem for a Dream", en las voces.

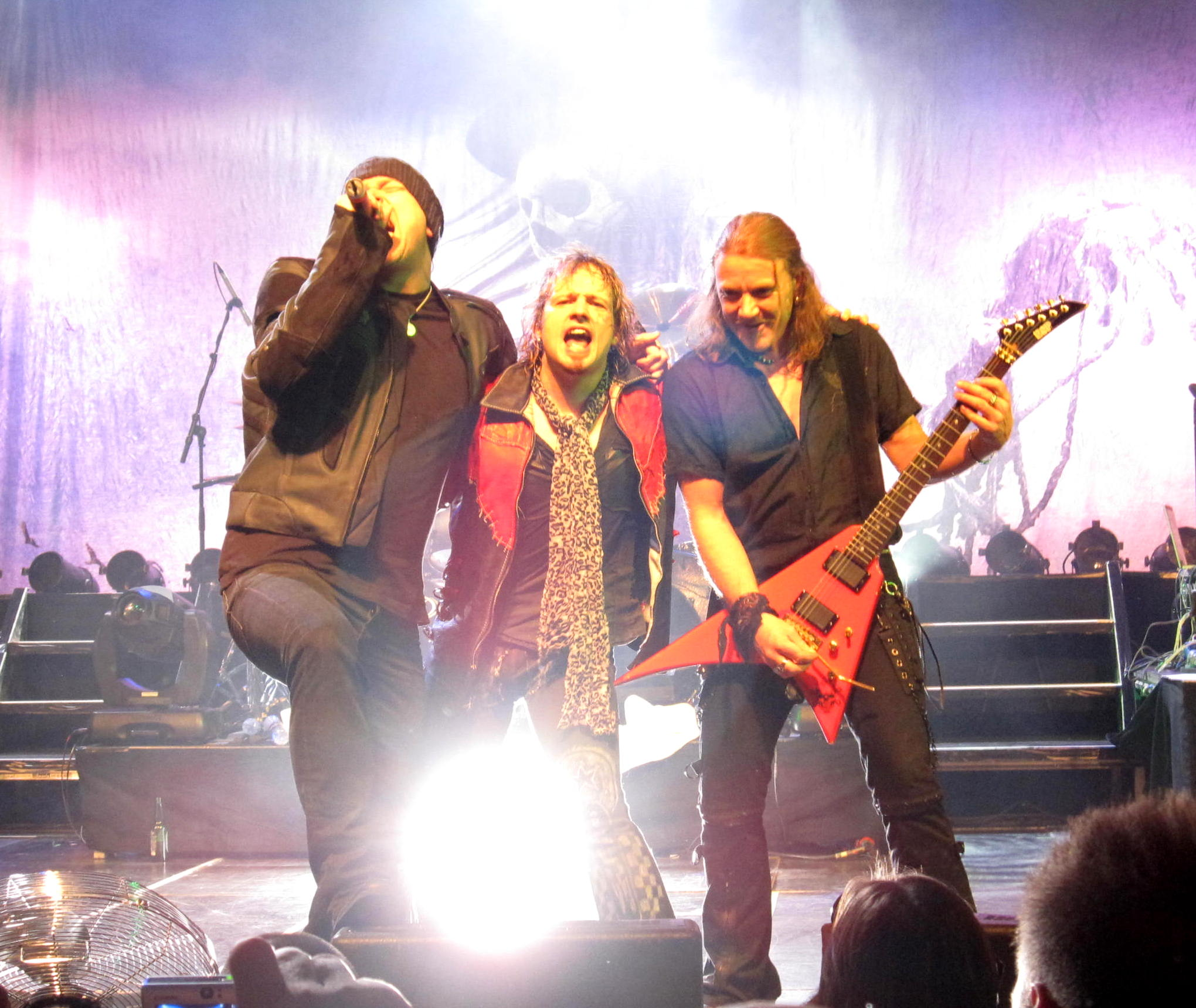
Avantasia. Izquierda a derecha - Michael Kiske, Tobias Sammet, Kai Hansen

Colaboró en los coros del disco más reciente hasta la fecha de Gamma Ray, titulado To the metal (publicado en enero de 2010).

## Proyectos
- SupaRed:

En el 2003 Michael Kiske forma la banda SupaRed. En el mismo año sale a la venta su primer disco del mismo nombre, es un disco muy roquero en el que destacan canciones como: "Ride On" (que recuerda en la manera de cantar a la mítica "We got the right"), los medio tiempos "Freak-away", "Let's be heroes", las roqueras "Hey", "Turn it", y "Boiling points of no reburn". A pesar de ser un gran disco no tuvo mucho apoyo mediático y aunque tuvo opciones de salir de gira, no ocurrió en parte por culpa de unos problemas de Michael con el estómago que le llevaron a tener que operarse.
- Place Vendome:

En el 2005 Michael se une al proyecto Place Vendome. Ese mismo año editan su primera producción discográfica, del mismo nombre. El disco está encabezado por el productor y bajista Dennis Ward (Pink Cream 69), el batería Kosta Zafiriou (Axxis, Pink Cream 69), el guitarrista Uwe Reitenauer (Pink Cream 69) y el teclista Gunter Werno (Vandenplas). El disco lo componen 11 canciones, 9 son A.O.R y las otras dos son Hard Rock. Y el otro proyecto es de nuevo con Tobias Sammet cantando una canción con unos toques muy Queen que es "Judas At The Opera", que fue editado en el sencillo "Superheroes".
- Revolution Renaissance

Durante el año 2008, Timo Tolkki ex-Stratovarius forma la superbanda de Power metal Revolution Renaissance. "New Era" el álbum debut de la banda, fue grabado por músicos de sesión y Kiske realizó todas las voces para las canciones "I Did It My Way", "Angel", "Keep The Flame Alive", "Last Night On Earth "y" Revolution Renaissance ".
- Kiske/Somerville

A principios del año 2010, Kiske colaboró con la cantante y ex corista de Épica Amanda Somerville en un proyecto de dúo, elaborado por Frontiers Records. El proyecto marcó el aporte de los músicos Mat Sinner, Karlsson Magnus, Gommans Sander, Schmidt Martin y Jimmy Kresic. Dos videos fueron filmados. El álbum fue lanzado el 24 de septiembre de 2010, bajo el nombre de Kiske / Somerville.

## Unisonic
En noviembre del 2009 Michael forma la banda Unisonic, junto a los músicos Dennis Ward, Mandy Meyer and Kosta Zafiriou. Salen de gira en junio del 2010, haciendo shows en Alemania y presentándose en el Sweden Rock Festival y Masters Of Rock Festival. En marzo del 2011, Kai Hansen se une a la banda, el primer show en vivo de Unisonic con Kai en la formación fue en el Loud Park 11 en Japón. El 8 de diciembre de 2011 suben a YouTube su primer sencillo oficial, titulado "Unisonic".

## Discografía

### Helloween
- Keeper Of The Seven Keys Part 1 (1987)
- Future World EP (1987)
- Dr Stein EP (1988)
- Keeper Of The Seven Keys Part 2 (1988)
- I Want Out EP (1988)
- I Want Out Live (1989)
- Live In The Uk (1989)
- Keepers Live (1989)
- Pumkin Tracks (1989)
- Kids Of The Century EP (1991)
- Pink Bubbles Go Ape (1991)
- Number One EP (1991)
- The Best, The Rest, The Rare (1991)
- When The Sinner EP (1993)
- Chameleon (1993)
- I Don't Wanna Cry No More EP (1993)
- Windmill EP (1993)
- Step Out Of Hell EP (1993)
- Pumpkins United (Single, 2017)
- United Alive in Madrid (2019)
- Helloween (2021)

### Michael Kiske
- Instant Clarity (1995)
- Always (EP) (1996)
- The Calling (EP) (1996)
- Readiness To Sacrifice (1999)
- Kiske (2006)
- Past In Different Ways (2008)

### Kiske-Somerville
- Kiske-Somerville (2010)
- City of Heroes (2015)

### SupaRed
- SupaRed (2003)

### Place Vendome
- Place Vendome (2005)
- Streets Of Fire (2009)
- Thunder In The Distance (2013)
- Close To The Sun (2017)

### Unisonic
- Ignition Mini Album (2012)
- Unisonic (LP, 2012)
- For the Kingdom (2014, EP)
- Light of Dawn (2014)

### Como artista invitado
- Land of the Free (1995) de Gamma Ray (en la pista 9 y 12)
- Avantasia EP (2000) de Tobias Sammet's Avantasia (en la pista 1 y 2)
- Avantasia: The Metal Opera (2001) de Tobias Sammet's Avantasia (en la pista 2, 5, 6, 9 y 13)
- Avantasia: The Metal Opera Part II (2002) de Tobias Sammet's Avantasia (en la pista 1 y 2)
- Hymn To Life (2002) de Timo Tolkki (en la pista 2)
- Masterplan (2003) de Masterplan (en la pista 6)
- Another Sun (2004) de Thalion (en la pista 10)
- Execution (2005) de Tribuzy (en la pista 6)
- Superheroes (EP) (2005) de Edguy (en la pista 4)
- Days of Rising Doom (2003) de Aina (en la pista 2, 3, 11 y 15)
- Lost In Space Part 2 (2007) de Tobias Sammet's Avantasia (en la pista 2)
- Indigo Dying (2007) de Indigo Dying (en la pista 3)
- Lost in Space Part 1 & 2 (2008) de Tobias Sammet's Avantasia (en la pista 7 y 12)
- The Scarecrow (2008) de Tobias Sammet's Avantasia (en la pista 2, 3 y 5)
- New Era (2008) de Revolution Renaissance (en la pista 2, 4, 8, 9 y 10)
- Tin Soldiers (2009) de TRICK OR TREAT (en las pistas 5 y 8).
- Revolution Renaissance EP (2010) de Revolution Renaissance (en la pista 2, 3 y 4).
- To The Metal (2010) de Gamma Ray (en la pista 2)
- The Wicked Symphony (2010) de Tobias Sammet's Avantasia (en las pistas 2, 6).
- Angel of Babylon (2010) de Tobias Sammet's Avantasia (en la pista 1).
- 34613 (2012) de Tomorrow's Outlook (en la pista 13)
- Skeletons & Majesties Live (2012) de Gamma Ray (en la pista 14, 18 y 23).
- The Mystery of Time (2013) de Tobias Sammet's Avantasia (en las pistas 4, 6, 9).
- The Land of New Hope (2013) de Timo Tolkki's Avalon (en la pista 10).
- Infinita Symphonia (2013) de Infinita Symphonia (en la pista 6).
- Master Of Confusion EP (2013) de Gamma Ray (en la pista 9).
- Starchild (2014) de Starchild (en la pista 2)
- WOLFPAKK (2015) de Rise Of The Animal (en la pista 10).
- Ghostlights (2016) de Tobias Sammet's Avantasia (en las pistas 5, 11, 13).
- Human (2016) de AINO LÖWENMARK (en las pista 6).
- XXX – Three Decades In Metal (2016) de Hansen & Friends (en las pista 5).
- Thank You Wacken – Live (2017) de Hansen & Friends (en las pista 9 y 10).
- Pumkins United (2017) de Helloween (en las pista 1).
- Legend of Valley Doom 2 (2018) de Marius Danielsen (en la pista 9).
- Moonglow (2019) de Tobias Sammet's Avantasia (en la pista 10).
- A paranormal evening with the moonflower society (2022) de Tobias Sammet's Avantasia (en la pista 4).